# Mekinje nad Stično
Mekinje nad Stično so naselje v Občini Ivančna Gorica.
Mekinje so od Stične oddaljene dober kilometer. Iz vasi vodi cestni odcep proti vzpetini, imenovani Gradišče (519 mnm), kjer je cerkev sv. Nikolaja, ki je prvič omenjena leta 1250 in Lavričeva lovska koča, ki je domačinom priljubljena izletniška točka. V gozdu ob vznožju vzpetine je Šimenkova jama (tudi Lavričeva jama), ki je kraško brezno z občasnim vodnim tokom.

## Galerija
- Vhod v Šimenkovo jamo
- Sv. Miklavž na Gradišču pri Mekinjah